# Sagging
 (décembre 2022).
Si vous disposez d'ouvrages ou d'articles de référence ou si vous connaissez des sites web de qualité traitant du thème abordé ici, merci de compléter l'article en donnant les références utiles à sa vérifiabilité et en les liant à la section « Notes et références ».
Le sagging (« affaissement » en anglais) est une manière, pour un homme, de porter son pantalon en dessous de la taille de sorte à laisser apparaître de manière significative une partie ou l'intégralité de ses sous-vêtements. C'est une mode avant tout masculine, même si certaines femmes portent le pantalon de la même manière, ce qui n'est pas considéré comme du sagging[réf. nécessaire].

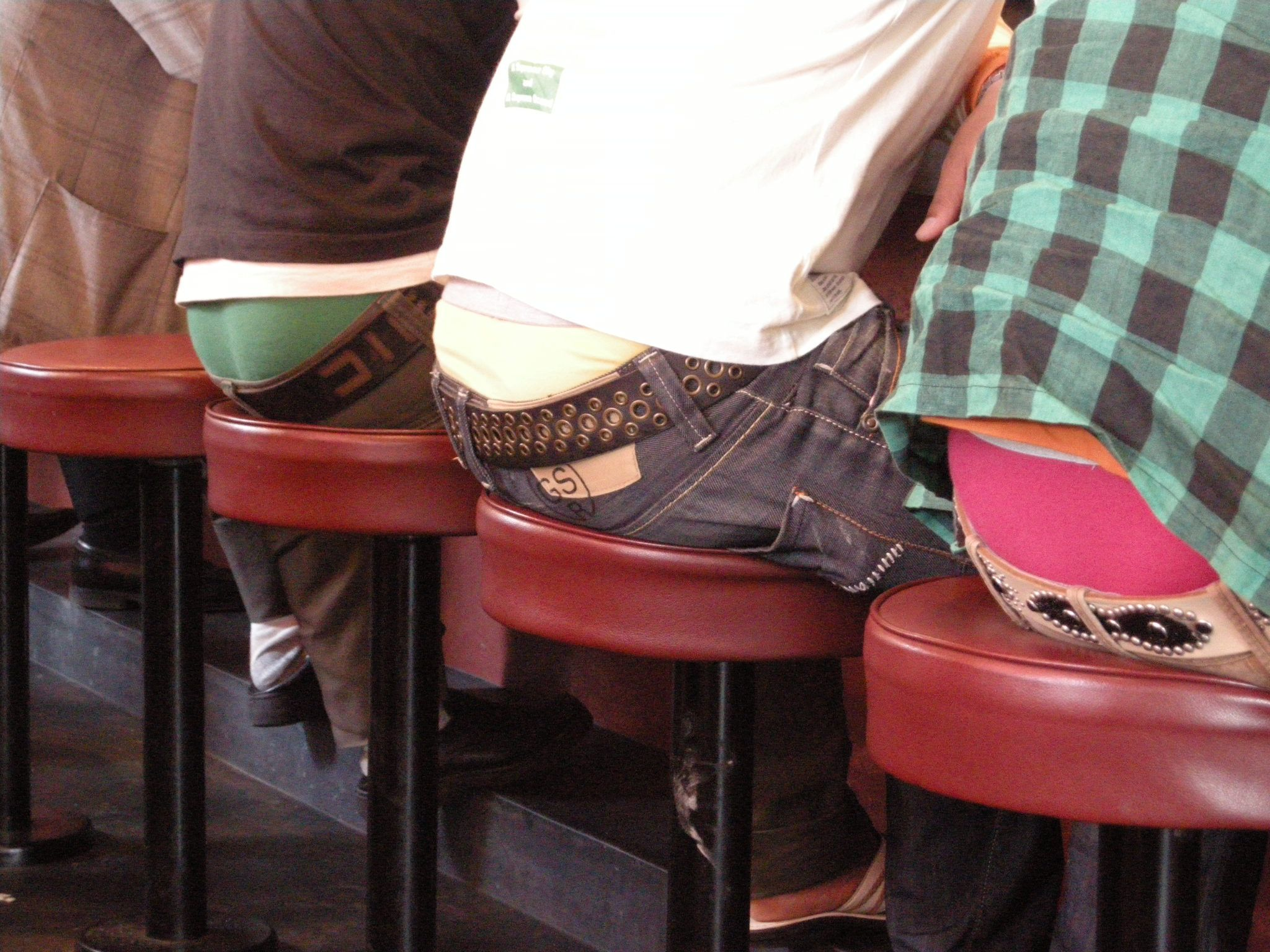
Des saggers attablés dans un restaurant, au Japon.

En anglais, une personne ayant cette habitude vestimentaire est surnommée « sagger ». Cette pratique s'est popularisée depuis que le port de sous-vêtements colorés ainsi que les marques de sous-vêtements sont devenus à la mode chez un public jeune.

## Origine

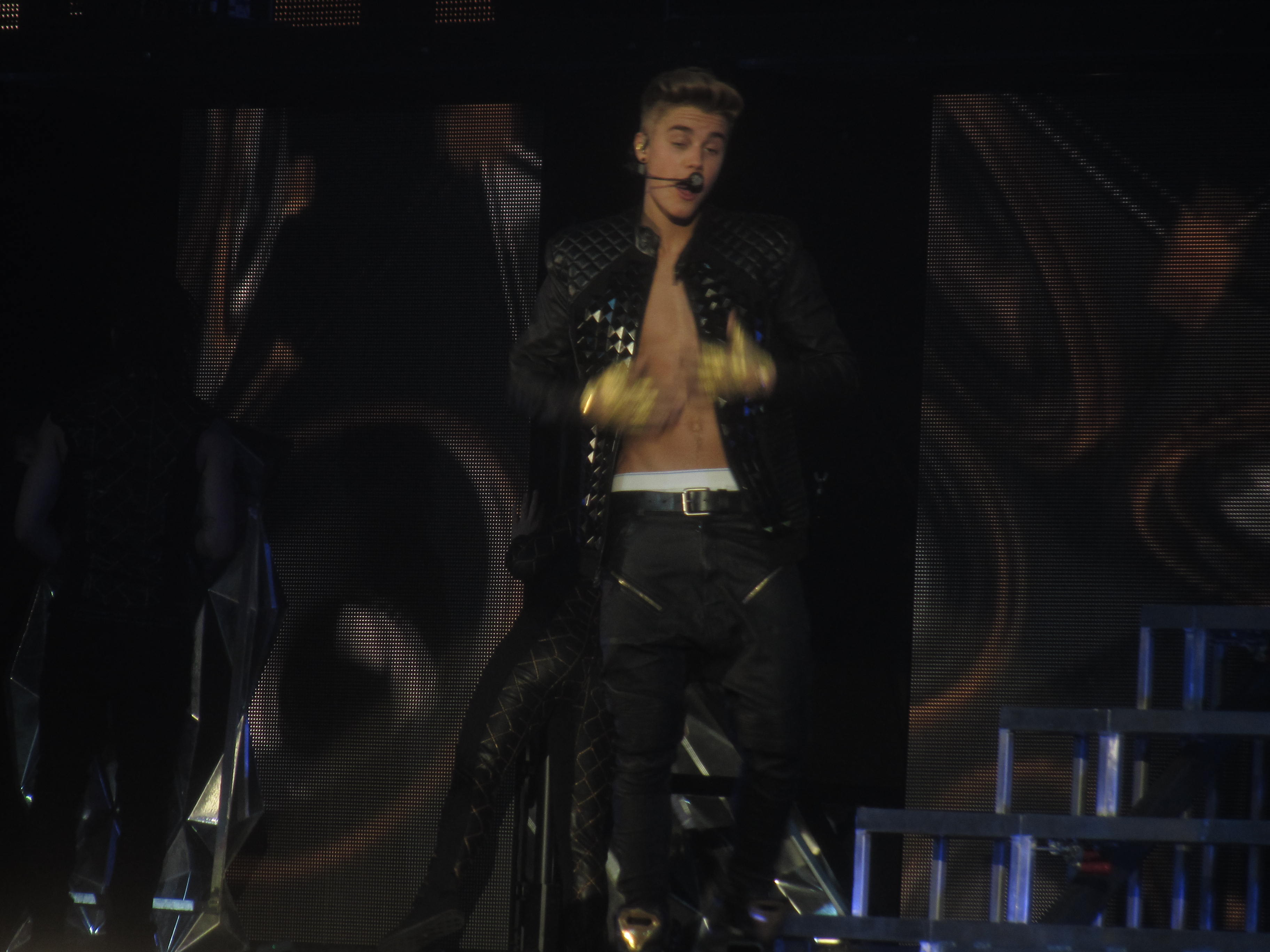
Sagging modéré du chanteur Justin Bieber.

Issu à l'origine des prisons américaines où les ceintures sont interdites en raison des risques de suicide ou d'usage en tant qu'arme, le sagging est d'abord pratiqué par des prisonniers qui, pour la plupart, portent des pantalons « baggy » et n'ont d'alternative que de les laisser descendre le long de leur fessier. Cependant, ceux-ci continuent de s'habiller ainsi une fois sortis de prisons afin de se reconnaître entre ex-détenus. Il est rendu célèbre par des rappeurs américains dans les années 1990 car ils représentent aux yeux de nombreux jeunes de l'époque la montée de la culture urbaine et le rejet du mode de vie de la société traditionnelle. En France, cette tendance émerge réellement à la suite du style Tecktonik (exhibition de la ceinture) et dans les skateparks.

## Prohibition
Dès le début des années 2000, des États américains, des écoles, et même des compagnies aériennes ont pris des mesures afin d'empêcher le sagging. Barack Obama, à l'époque candidat à la présidentielle des États-Unis, déclare sur la chaîne MTV que rédiger des lois qui limitent le sagging s'avère une perte de temps.
En juin 2007, l'État de Louisiane interdit toute pratique vestimentaire visant à montrer une partie de ses sous-vêtements, au nom de la sécurité publique.
Benetta Standly, membre de l'Union américaine pour les libertés civiles (UCLA), déclare : « À Atlanta on considère ces interdictions comme une forme de discrimination raciale envers la communauté afro-américaine. Elles vont stigmatiser les jeunes Afro-américains. Ils ont peur qu'on associe leur façon de s'habiller à une forme de délinquance. »
La police de la ville de Flint (Michigan) ordonne l'arrêt des saggers pour trouble à l'ordre public. Cependant depuis 2008, la police ne leur a donné que des avertissements.
En 2010, aux Jeux olympiques d'hiver de Vancouver, l'athlète japonais Kazuhiro Kokubo n'a pas participé à la cérémonie d'ouverture entre autres parce qu'il portait son pantalon bas.

## Port

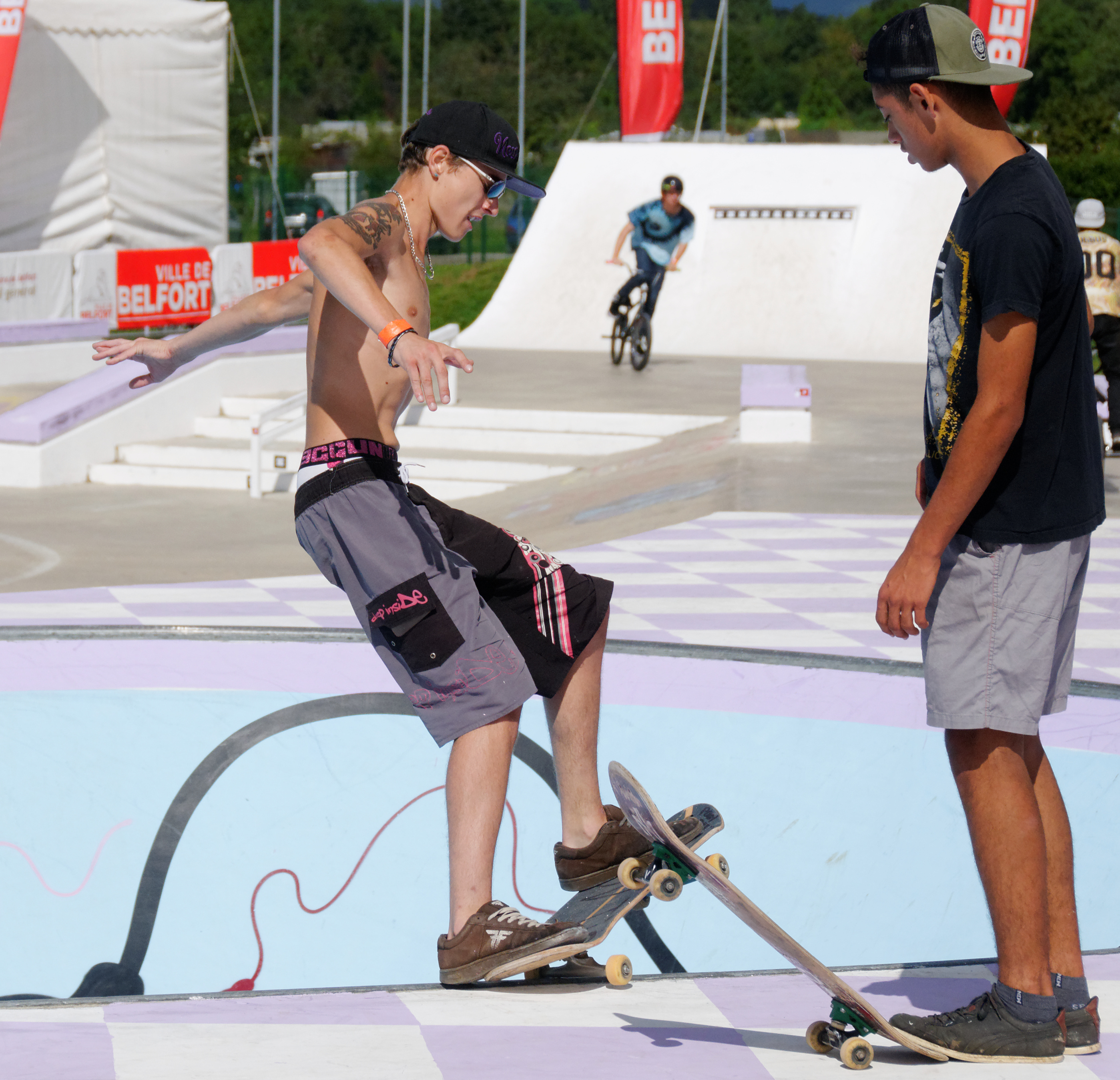
"Butt sagging" d′un skateur.

De nombreuses variantes existent :

### Butt sagging
Le "butt sagging" consiste à tirer son pantalon vers le bas uniquement à l'arrière.

### Straight sagging

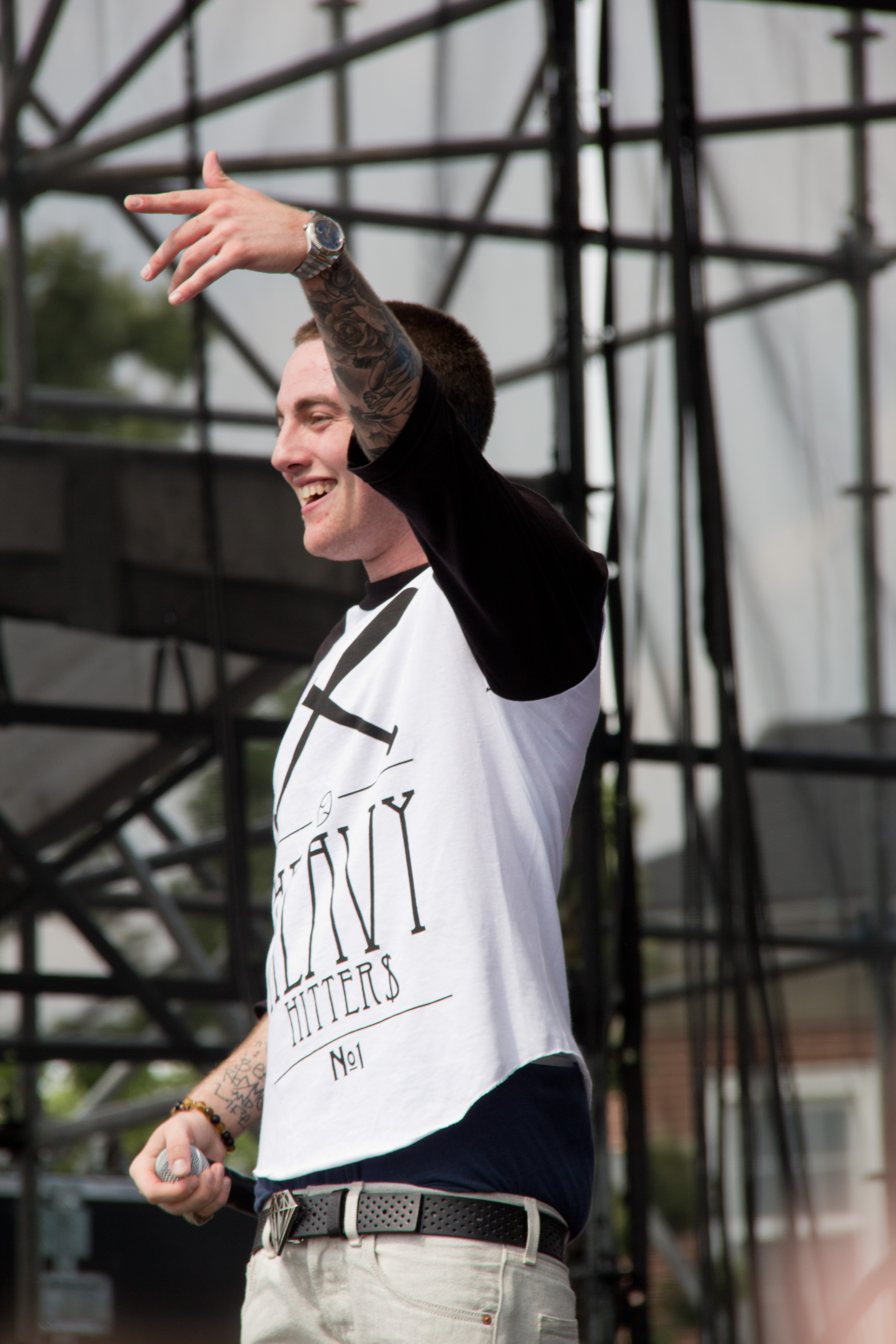
"Straight sagging" bas du rappeur Mac Miller.

Le "straight sagging" est la pratique la plus courante consistant à baisser son pantalon devant comme derrière tout en le maintenant au niveau des hanches avec une ceinture.

### Sagging extrême

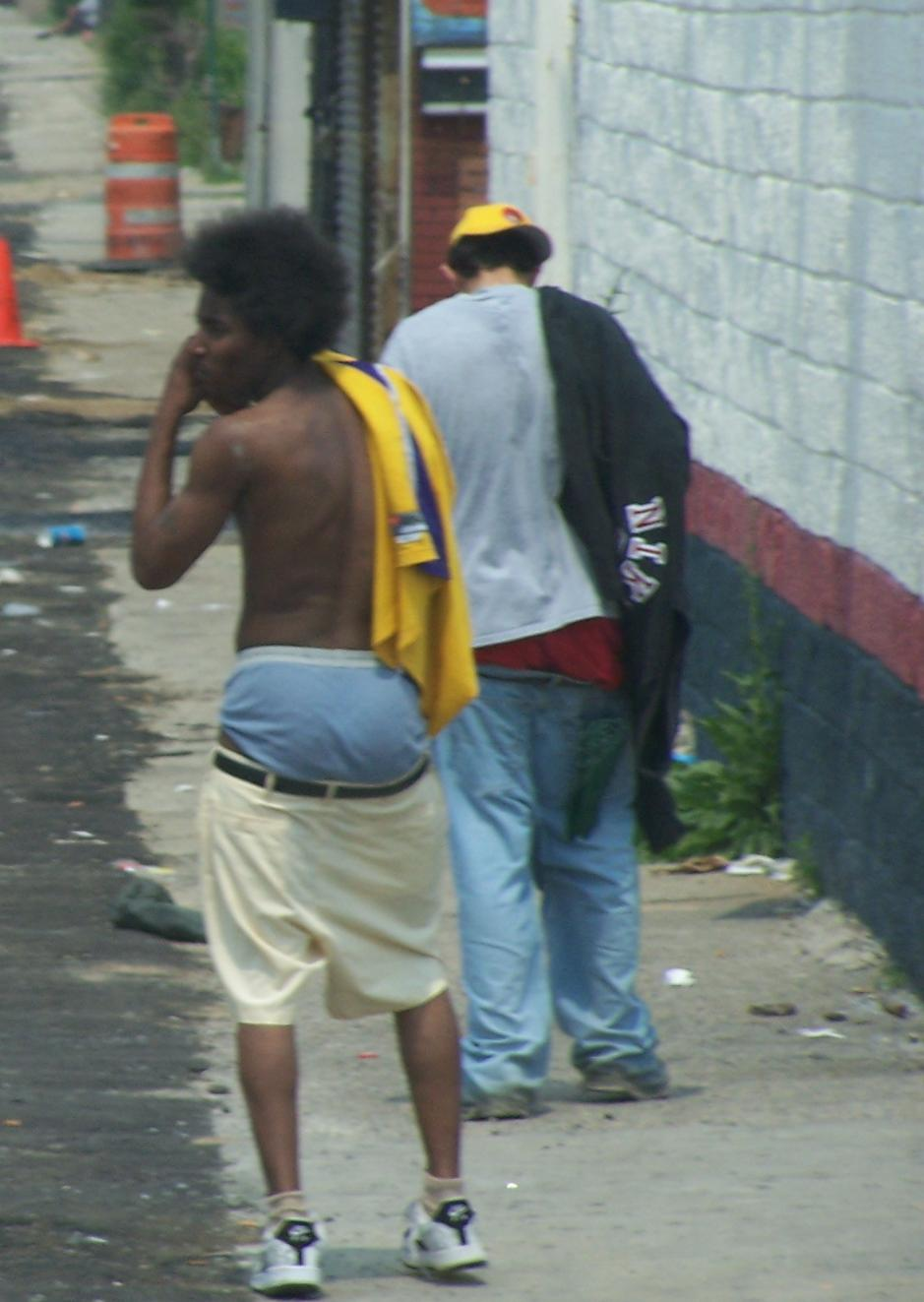
Sagging extrême à Détroit. Le short est porté sous les fesses.
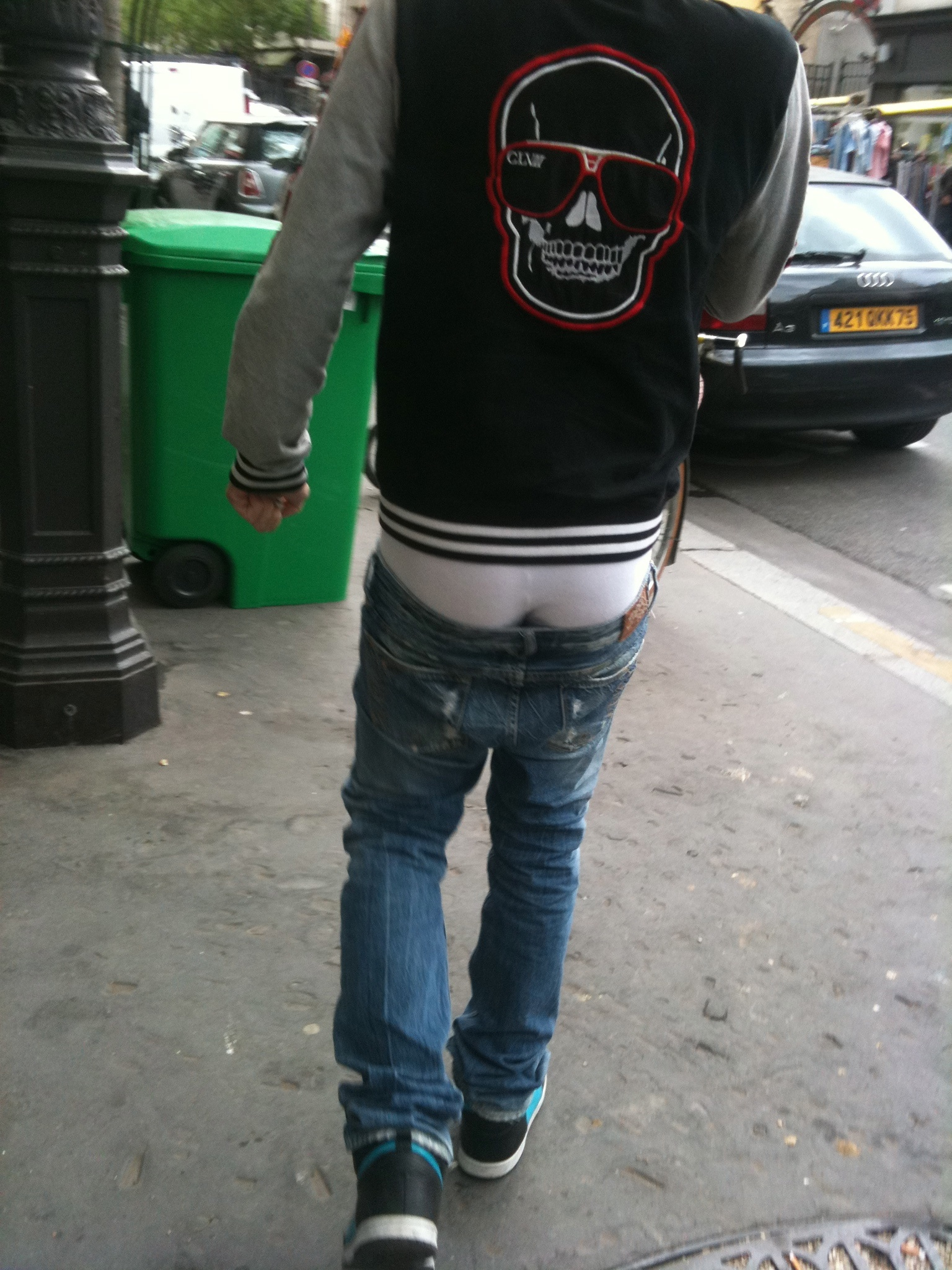
Sagging extrême en boxer.

Le "sagging extrême" consiste à montrer le plus de sous-vêtement possible. Il se fait généralement avec un caleçon long qui permet de tirer le pantalon plus bas.

### Freeball sagging
Le "freeball sagging" consiste à ne pas porter de sous-vêtements sous son pantalon. Il est pratiqué en toutes occasions toute l'année, pour plus de confort et une plus grande liberté de mouvement. De fait, le freeball sagging est répandu à la plage puisque les maillots de bain et shorts de surf se portent sans sous-vêtement par-dessous, il s′agit alors de porter son short de bain le plus bas possible.

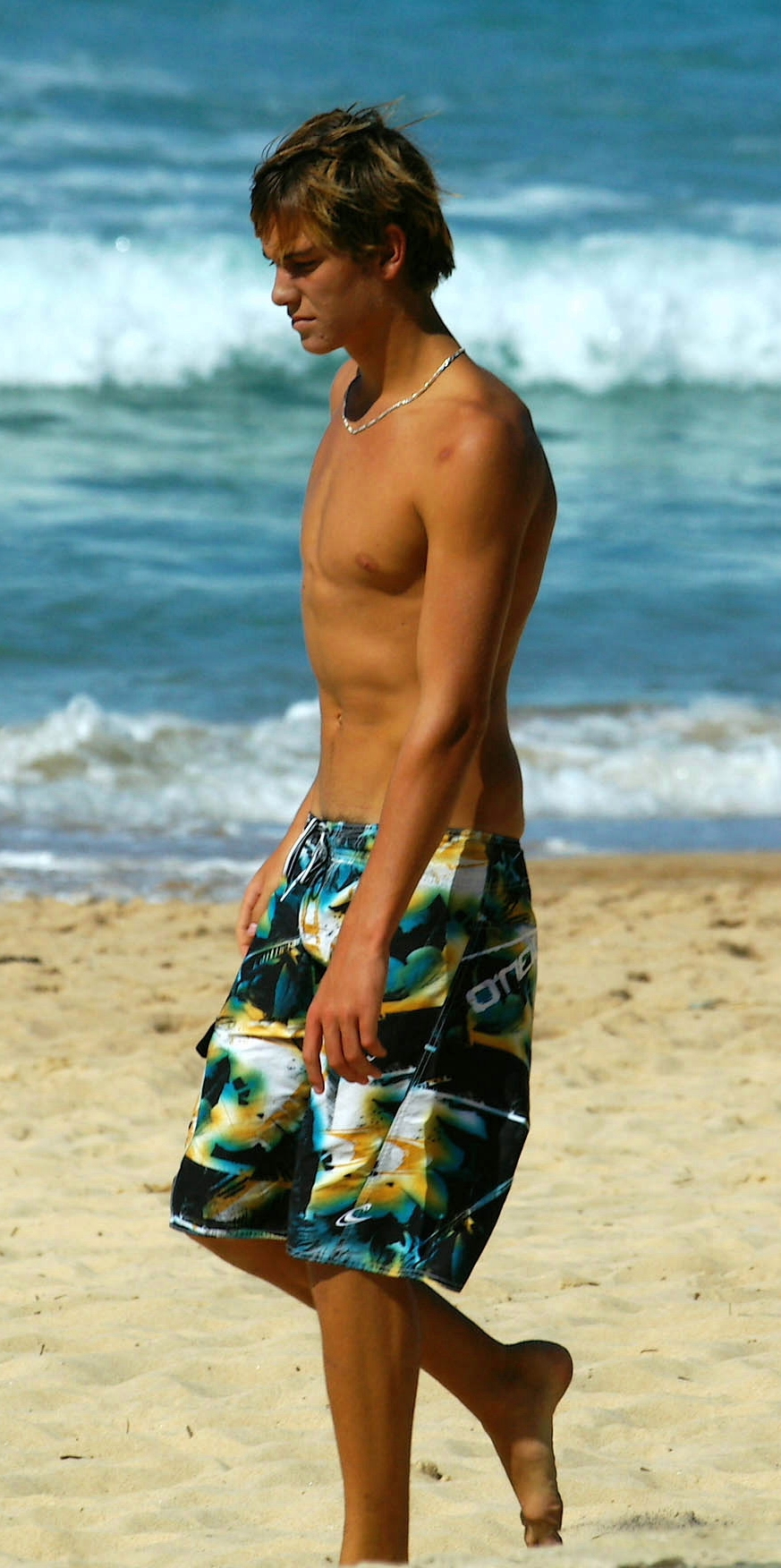
Le freeball sagging est couramment pratiqué à la plage.
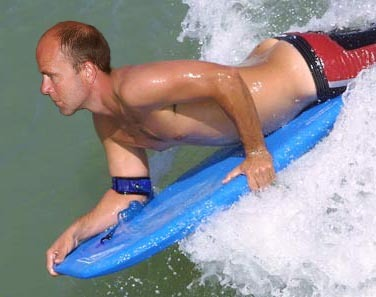
Freeball sagging d′un surfeur.

### Double sagging
Le "double sagging" consiste à superposer deux sous-vêtements, ou plus, en plus de son pantalon.

### Style et popularité

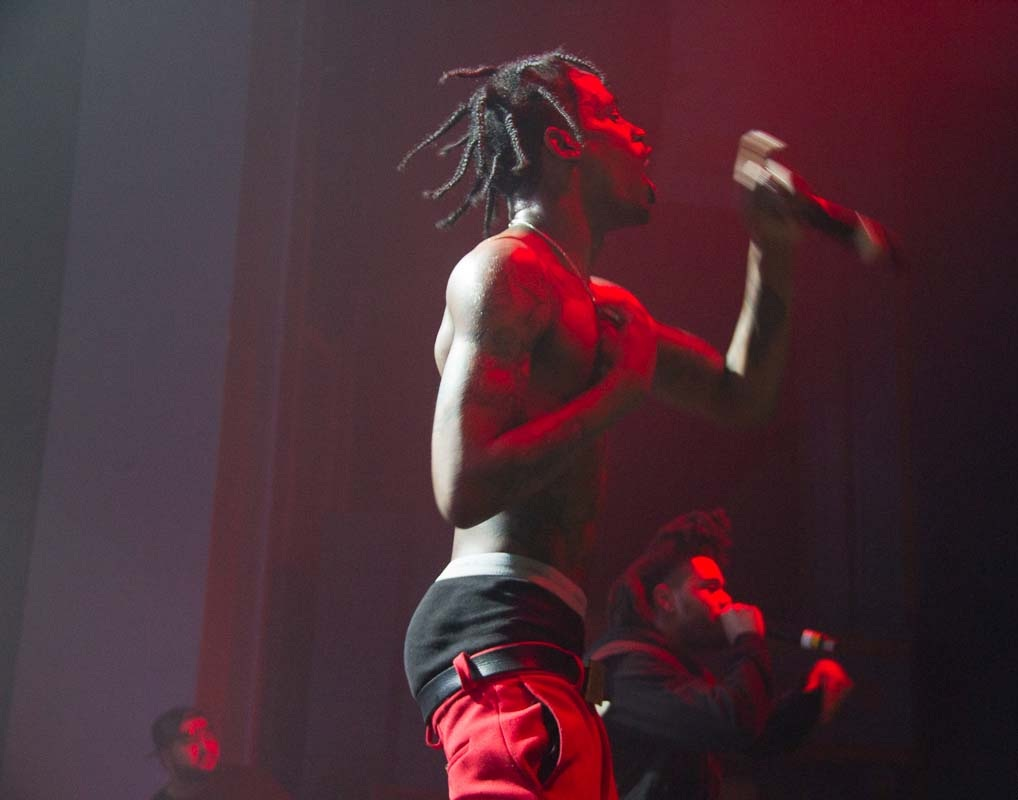
Sagging bas du rappeur Travis Scott.

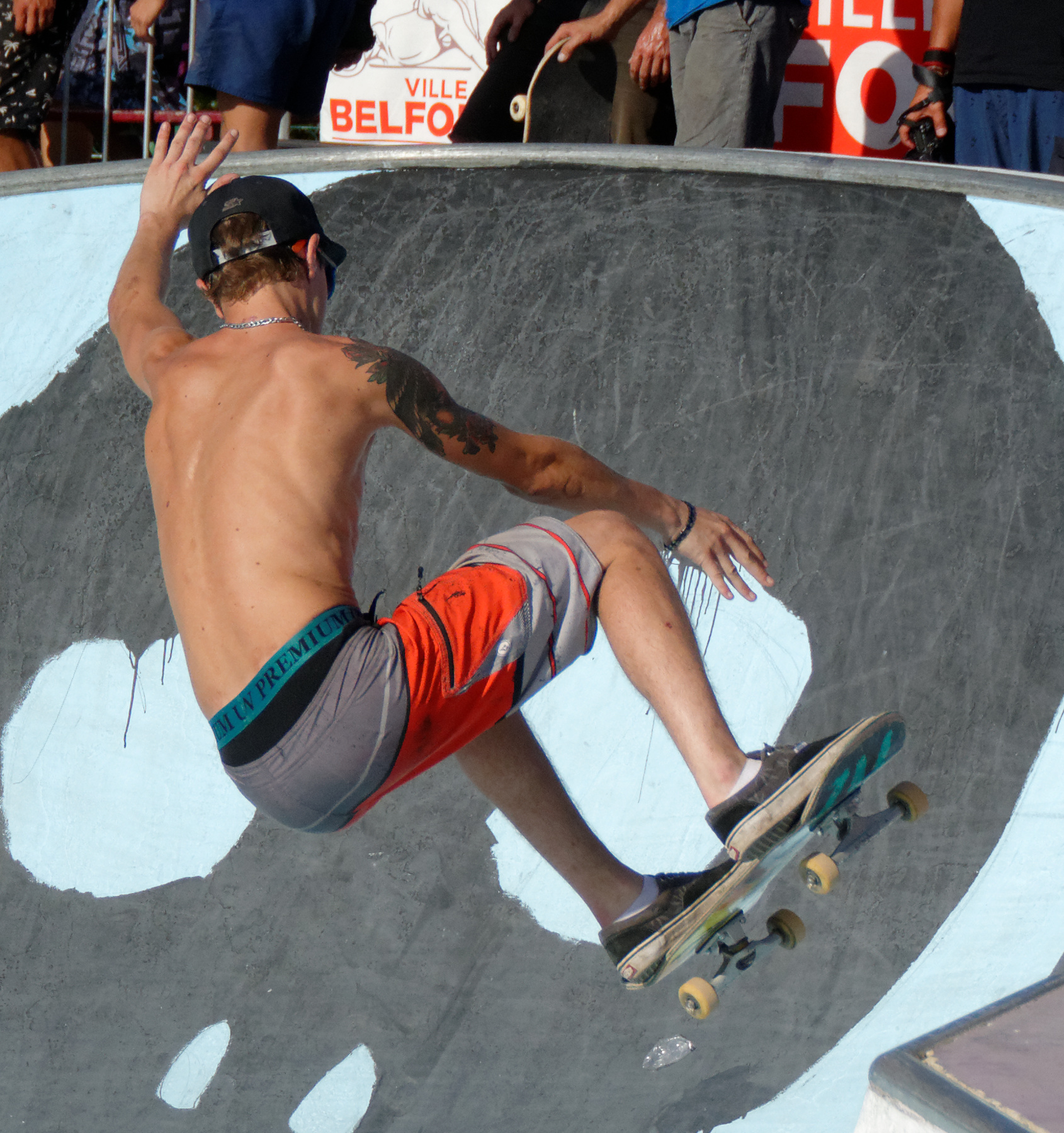
Skateur torse nu pratiquant le sagging.

Ce style vestimentaire est représenté par plusieurs jeunes célébrités de la musique ou du cinéma, telles que Justin Bieber, les membres de One Direction ou encore Zac Efron.
Les sous-vêtements utilisés pour « sagger » suivent la diffusion des boxers ou caleçons colorés / imprimés, notamment en France de marque Freegun ou Pullin. À travers le monde, Calvin Klein, American Eagle, Under Armour, Diesel et Hanes sont les marques les plus souvent rencontrées. Plus récemment, la marque australienne[Laquelle ?] perce à la suite de plusieurs apparitions à la télévision australienne et en présence du groupe de danseurs Justice Crew.
Le choix du sous-vêtement montré (slip, shorty, boxer, caleçon...) ainsi que la matière (lycra, satin, coton...) et bien sûr la marque, ou le fait de ne pas mettre de sous-vêtement, ont une importance pour les saggers.

Être torse nu met en valeur le sagging et le sous-vêtement (ou son absence si freeball sagging).

## Communauté
La mode du sagging a fait naître une réelle communauté. Ainsi, les saggers (pratiquants du sagging) échangent sur leur façon de « sagger » (marque préférée, type de pantalon...). Cette communauté s'exprime notamment sur des forums spécialisés.